# 梁三奇

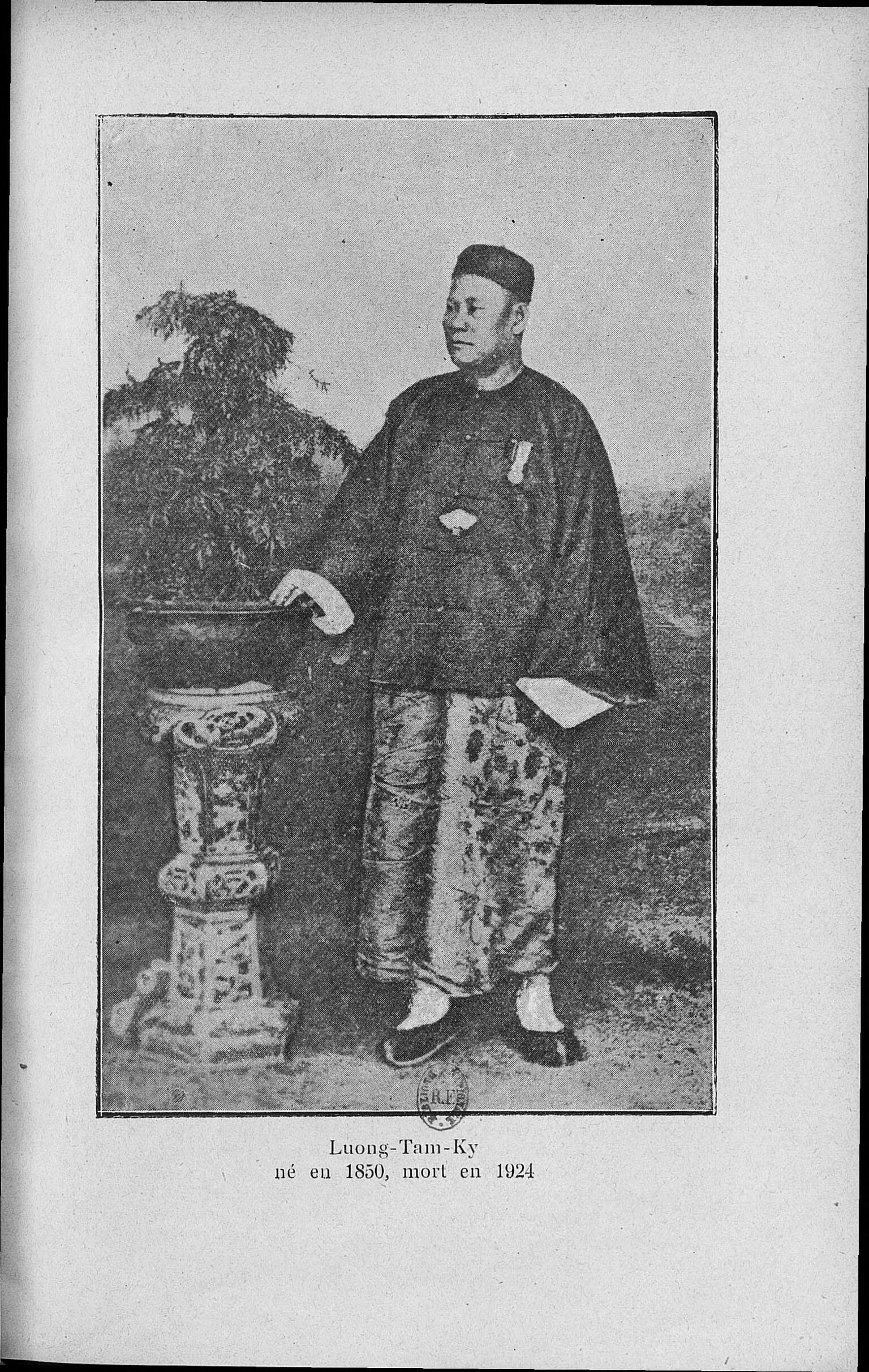
梁三奇

梁三奇（越南语：／，1850年—1924年），亦称梁三、梁正礼、疤头梁，越南阮朝軍事人物。
梁三奇是中國欽州板城人。他是黑旗軍的將領，為劉永福的一位部將。中法戰爭後，劉永福率大部份黑旗軍回到中國，梁三奇則率領拒絕回國的部眾留在了越南北圻。而也有些史料則稱他是黃旗軍首領黃崇英的部將。
梁三奇佔據著太原省定化縣的𢄂朱，他的部眾有1000把來福槍。1885年，尊室說以咸宜帝的名義發起勤王運動，梁三奇率黑旗軍起兵，效忠於安世县的黃花探，同東潮縣的督極（阮春傑）、興化的提僑、府諒沧和安世县的该经、督語，海陽省荻林的阮善述、謝現互相聲援。1887年，萊州的白泰土酋刁文持之弟發動反對暹羅的霍人戰爭，被拉瑪五世派兵擒獲。刁文持決定報復暹羅，率領軍隊入侵琅勃拉邦王國。梁三奇派黑旗軍前去支援刁文持。聯軍攻破其首都，殺其王。
法屬印度支那殖民政府任命海陽總督黃高啟為剿撫使進行鎮壓，攻破荻林的阮善述起義軍，對各路起義軍進行招安，不服從的則各個擊破。梁三奇同黃花探一起接受招安。他的兒子梁文福被任命為太原知縣。
1912年，黃花探再度起兵，發動安世起義。法國殖民政府進行鎮壓，並收買了梁三奇和梁文福。在梁三奇與梁文福的協助下，黃花探被逮捕處死。